# 埼玉県立本庄特別支援学校
埼玉県立本庄特別支援学校（さいたまけんりつ ほんじょうとくべつしえんがっこう、英: Saitama Prefectural Honjō Special Needs School）は、埼玉県本庄市にある特別支援学校。

## 基本情報
通学区域
- 本庄市、上里町、神川町、美里町、深谷市（岡部中・豊里中学校区）[1]

## 受賞
- コミュニティ・スクールの取組等が評価され、令和４年度「コミュニティ・スクールと地域学校協働活動の一体的推進」に係る文部科学大臣表彰を受賞[2]。

## 著名な出身者
- 小久保寛太
  - 東京パラリンピックに男子走り幅跳び日本代表として出場し、4位入賞[3]。